# Róbert Zimonyi
Róbert Zimonyi (Sárvár, 18 aprile 1918 – Miami, 2 febbraio 2004) è stato un canottiere ungherese naturalizzato statunitense.

## Palmarès

### Olimpiadi
- 2 medaglie:
  - 1 oro (Tokyo 1964 nell'otto[1])
  - 1 bronzo (Londra 1948 nel due con[2])

### Giochi panamericani
- 1 medaglia:
  - 1 oro (Winnipeg 1967 nel quattro con[1])
  - 1 bronzo (Duisburg 1965 nell'otto[1])